# Österreichische Staatsmeisterschaften in der Leichtathletik
Eine Liste der Österreichische Staatsmeisterschaften in der Leichtathletik: 
- Österreichische Staatsmeisterschaften in der Leichtathletik 2015
- Österreichische Staatsmeisterschaften in der Leichtathletik 2016
- Österreichische Staatsmeisterschaften in der Leichtathletik 2017
- Österreichische Staatsmeisterschaften in der Leichtathletik 2018
- Österreichische Staatsmeisterschaften in der Leichtathletik 2023